# Rezolucja Rady Bezpieczeństwa ONZ nr 738
Rezolucja Rady Bezpieczeństwa ONZ nr 738 została przyjęta bez głosowania 29 stycznia 1992 r.
Po przeanalizowaniu wniosku Tadżykistanu o członkostwo w Organizacji Narodów Zjednoczonych, Rada zaleciła Zgromadzeniu Ogólnemu przyjęcie tego państwa do swojego grona.

## Źródło
- UNSCR - Resolution 738